# Detlev von Biedermann
Detlev Wilibald Freiherr von Biedermann (* 22. Oktober 1823 in Niederforchheim; † 6. Juni 1896 in Schöneberg bei Berlin) war deutscher Publizist.

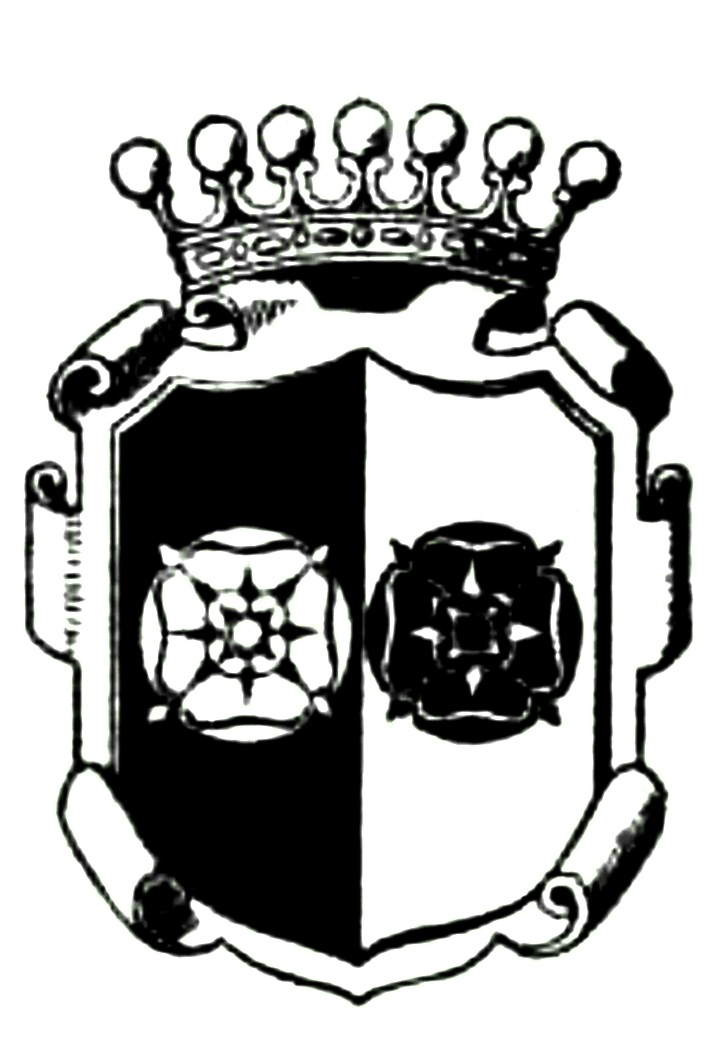
Wappen der Freiherren von Biedermann

## Leben und Wirken

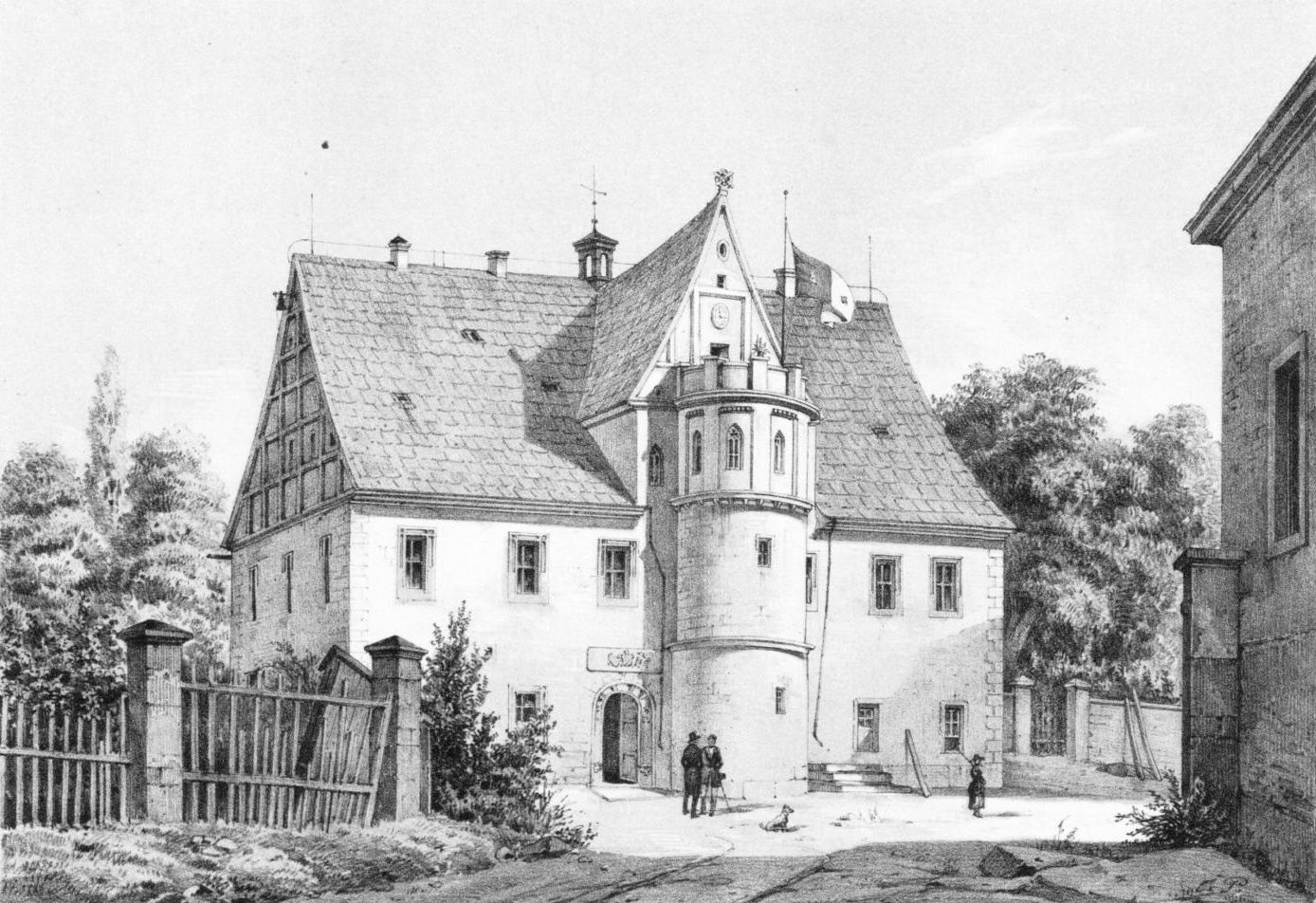
Geburtshaus von Detlev von Biedermann

Seine Eltern waren der Jurist und Politiker Gustav Heinrich Freiherr von Biedermann (1789–1862) und dessen Ehefrau Caroline Dorothea geborene Tost (1787–1868). Der Literaturhistoriker Woldemar von Biedermann war sein älterer Bruder.
Er studierte Naturwissenschaften an der Bergakademie Freiberg, Landwirtschaft in Tharandt und in Hohenheim, später Cameralia an der Universität Leipzig. Bis 1868 lebte er auf dem Land im mittleren Erzgebirge und widmete sich der Gutsverwaltung, später lebte er in Dresden und zuletzt war er als Beamter im kaiserlichen statistischen Reichsamt in Berlin tätig.

## Familie
Verheiratet war er seit 1856 mit Klara, der Tochter des Generalmajors Wilhelm von Graevenitz aus Stettin. Ihr Enkel war der Generalmajor Wolf von Biedermann (1892–1964).

## Schriften (Auswahl)
- Die Feuerzeuge Deutschlands. Beitrag zur Kulturgeschichte. In: Müller und Falke’s Zeitschrift für deutsche Kulturgeschichte, 1859. S. 729–750.
- Anweisung zur Rechnungsführung der kleinern Sparkassen. Ein Hilfsbuch für angehende Cassirer etc. Olbernhau, 1866.
- Ueber die Pflichten und Rechte der Rittergutsbesitzer, mit besonderer Rücksicht auf das Königreich Sachsen. Dresden, 1860; 2. Aufl. 1866.
- (unter dem Pseudonym: P. Wilibald): Kleines Treiben aus einer kleinen Stadt. Leipzig, 1869.
- Neues heraldisches System für Wappensammlungen, nebst Anleitung zur Anlage von Sammlungen. Dresden, 1870.
- Der Roman als Kunstwerk. Eine Skizze als Beitrag zur Aesthetik. Dresden, 1870.
- Berathender Führer durch sämmtliche Königliche Sammlungen, Kunstschätze und Sehenswürdigkeiten Dresdens. Dresden, 1871.